# Medicina TV
Medicina TV fue un canal de televisión de pago producido por Sogecable y que emitía en la plataforma digital Canal Satélite Digital (actualmente llamada Canal+). El canal temático se dirigía a los médicos y a personas que les interesara el mundo de la ciencia y la medicina.
Medicina TV nació el 1 de marzo de 1999, ocupando el dial 20 de Canal Satélite Digital. Según la noticia publicada en el diario español El País, el canal ofrecía desde "coloquios, mesas redondas o ponencias que se desarrollaban durante la celebración de congresos nacionales e internacionales" hasta "la divulgación de modernas técnicas y avances científicos en las diversas especialidades". Los trabajadores sanitarios españoles pudieron disfrutar del canal tres meses gratuitamente gracias a una promoción que lanzó el canal temático. Sin ninguna promoción, el canal era opcional dentro de la plataforma digital y costaba unas mil pesetas cada mes.
El canal desapareció del dial en enero de 2001, con el motivo de no tener suficientes abonados y presentar un precio muy alto para la emisión de contenidos que ofrecía al público.